# Berem
 Berem è un comune del Ciad situato nel dipartimento di Kabbia, provincia di Mayo-Kebbi Est.